# Brug 133

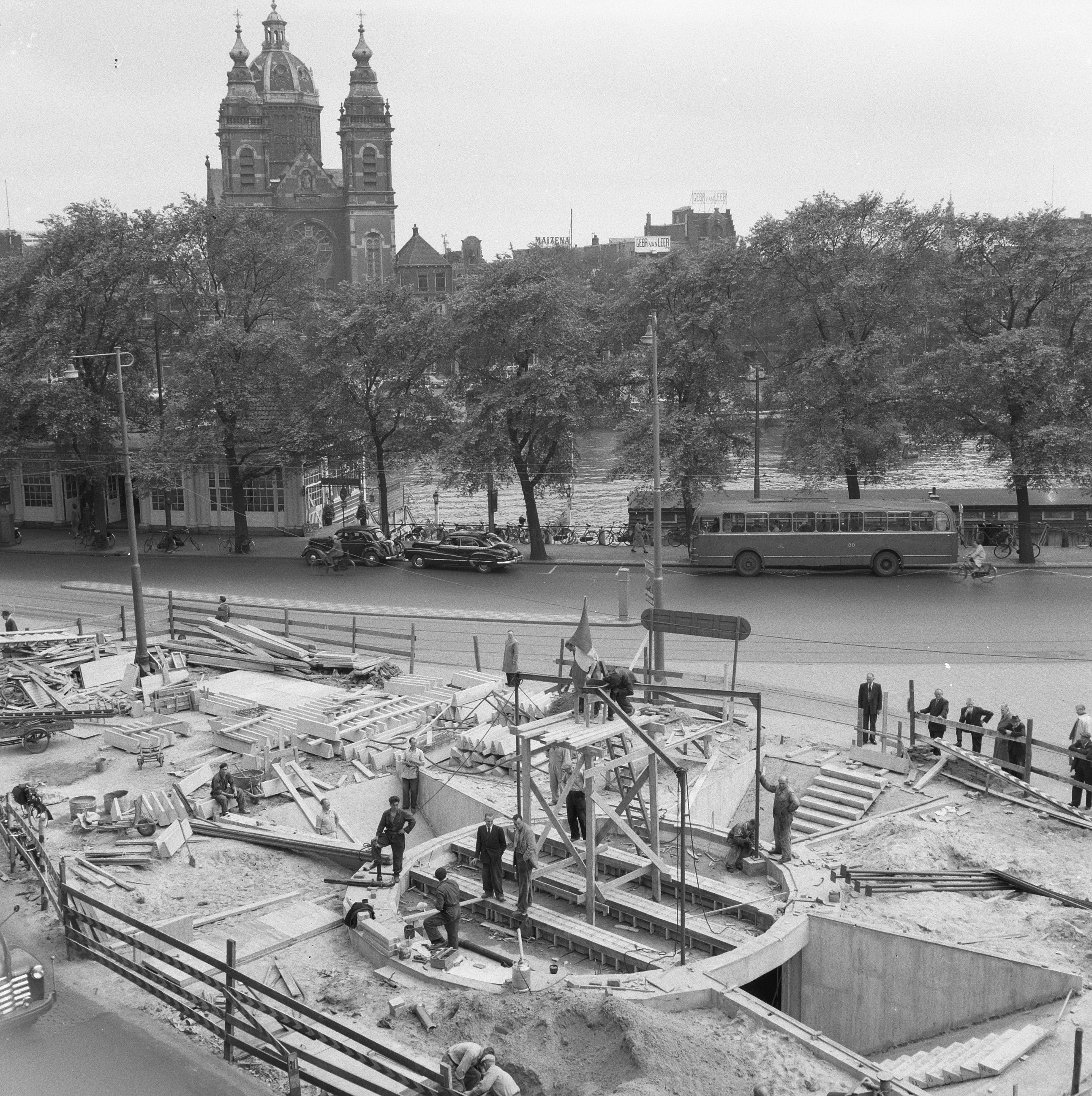
Bouw van de voetgangerstunnel met de ring in 1955

Brug 133 was de aanduiding van een aantal kunstwerken in Amsterdam.
Er zijn minstens drie kunstwerken geweest, die dat nummer droegen. Alle drie zijn inmiddels afgebroken dan wel onder het zand verdwenen. De eerstbekende brug 133 betreft een bruggetje nabij de Willem de Zwijgerlaan. Deze brug overspande De Krommert of een overhaal daarnaar toe. Bij demping van De Krommert werd de brug overbodig. Een tweede brug 133, een duiker was geplaatst langs de ringspoorbaan in Amsterdam-West. 
Het derde kunstwerk dat het nummer droeg was een voetgangerstunnel. Ze werd aangelegd in verband met toegenomen drukte op de Stationsplein voor het Station Amsterdam Centraal. De rijweg liep westwaart destijds nog voor de ingang langs en de vele voetgangers hielden het verkeer op en omgekeerd. Daarom werd er vanuit de centrale hal in het stationsgebouw een tunnel gegraven onder die weg door, die haar uitgang op het plein had naast het ronde VVV gebouwtje. De tunnel werd aangelegd in 1954/1955. Het ontwerp was in handen van de Dienst der Publieke Werken, vermoedelijke architect was Dick Slebos of Gerrit Feiko Janssonius of een combinatie van die twee. Er werd tegelijkertijd gebouwd aan Duiventil, een wisselwachtershuisje, ontworpen door Slebos. Janssonius was bij de opening op 23 juli 1955 aanwezig. Het bijzondere aan de tunnel was dat de drie toe- en uitgangen een ring met dekplaat boven zich kregen. Voorafgaand aan de plaatsing van op de tunnel was ook de ontvangsthal van het Centraal Station aanmerkelijk gewijzigd; de kaartverkoop tot dan toe in het midden werd naar de zijkanten verbannen.
Na vijfentwintig jaar was de verkeerssituatie van het Stationsplein aan aanpassing toe. Door de bouw van het metrostation, waarvoor een toegang moest worden gerealiseerd met het station (dat niet in de hal maar voor het station uitkwam) moest de rijweg voor het station verdwijnen waardoor de tunnel overbodig werd en afgesloten en daarna in 1980/81 gesloopt.

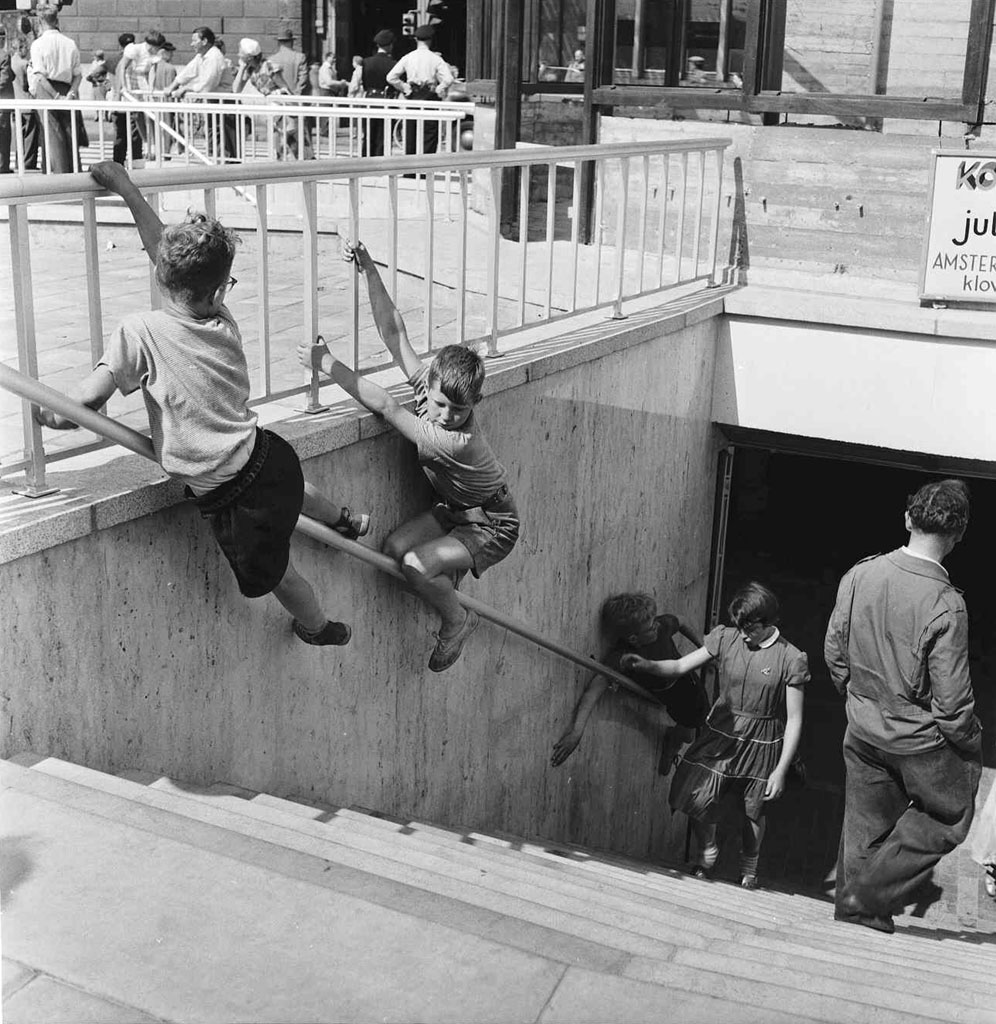
ingang tunnel 1955

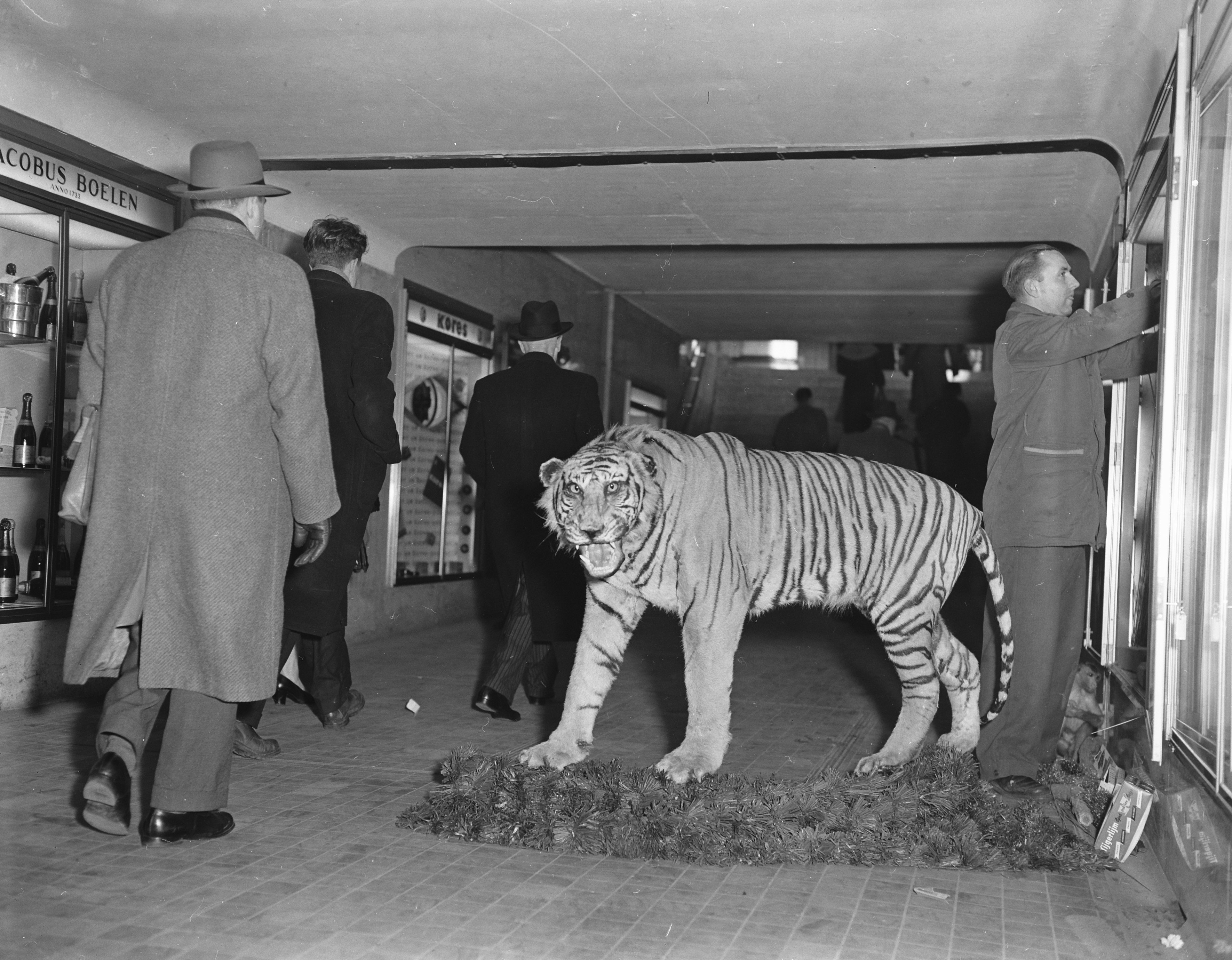
Interieur van de tunnel met opgezette tijger (1956)

<<< · 100 · 101 · 102 · 103 ·  105 · 106 · 107 · 108 · 109 ·  110 · 111 · 112 · 113 · 114 · 115 · 116 · 117 · 118 · 119 · 120 · 121 · 122 · 123 · 124 · 125 · 126 · 127 · 128 · 129 · 130 · 131 · 132 · 135 · 136 · 137 · 138 · 139 · 140 · 141 · 142 · 143 · 144 · 145 · 146 · 147 · 148 · 149 ·  150 · 151 · 152 · 155 · 156 · 159 · 160 · 161 · 162 · 163 · 164 · 165 · 166 · 167 · 168 · 169 ·  170 · 171 · 172 · 173 · 174 · 175 · 176 · 177 · 178 · 179 · 180 · 181 · 182 · 183 · 184 · 185 · 186 · 187 · 189 · 190 · 191 · 192 · 193 · 194 · 195 · 196 · 198 · 199 · >>>
Brugnummers 104, 133, 134, 153, 154, 157, 158, 188 en 197 zijn niet (meer) in gebruik.